# Svanatjärnen (Lycksele socken, Lappland, 718257-163699)
Svanatjärnen är en sjö i Lycksele kommun i Lappland och ingår i Umeälvens huvudavrinningsområde. Sjön har en area på 0,266 kvadratkilometer och ligger 277,1 meter över havet.

## Delavrinningsområde
Svanatjärnen ingår i det delavrinningsområde (718310-163669) som SMHI kallar för Inloppet i Bastuträsket. Medelhöjden är 285 meter över havet och ytan är 7,73 kvadratkilometer. Det finns ett avrinningsområde uppströms, och räknas det in blir den ackumulerade arean 26,61 kvadratkilometer. Sikträskbäcken som avvattnar avrinningsområdet har biflödesordning 3, vilket innebär att vattnet flödar genom totalt 3 vattendrag innan det når havet efter 176 kilometer. Avrinningsområdet består mestadels av skog (60 procent) och sankmarker (29 procent). Avrinningsområdet har 0,26 kvadratkilometer vattenytor vilket ger det en sjöprocent på 3,9 procent.